# Microbotryomycetidae
Sous-classe
Les Microbotryomycetidae sont une sous-classe de champignons de la classe des Microbotryomycetes, parfois indiquée en tant que famille.

## Description
La définition de la sous-classe des Microbotryomycetidae donnée en latin par Swann, précise qu'elle regroupe des espèces qui partagent un ancêtre commun récent :

« Les Microbotryomycetidae contiennent les espèces qui descendent directement d’un ancêtre commun à Heterogastridium pycnidioidei, Colacogloea peniophorae, Rhodosporidium toruloidis, Sporidiobolus johnsonii, Leucosporidium scottii, Microbotryum violacei et Kriegeria eriophori (traduit du latin par traducteur automatique supervisé). »

Les auteurs eux-mêmes indiquent que cette diagnose est une description peu conventionnelle pour un nouveau taxon. Elle vise à identifier explicitement un nœud phylogénétique précis : celui de l’ancêtre commun le plus récent de ces espèces. Elle permet ainsi de délimiter le groupe de manière claire et objective, en s’appuyant sur des représentants caractéristiques de sa diversité interne et répond aux pré-requis pour la définition d'une taxon nouveau.

## Systématique
En étudiant à la fois la structure fine et les caractéristiques génétiques de Kriegeria eriophori et Microbotryum violaceum, Swann et ses collaborateurs ont mis en évidence des traits communs qui les distinguent (synapomorphies). Ils en ont déduit que ces deux espèces forment un groupe monophylétique et cohérent sur le plan évolutif, qu’ils ont baptisé Microbotryomycetidae et placé au rang de sous-classe.
Le nom correct de ce taxon est Microbotryomycetidae E.C. Swann, 1999. Sa position systématique est controversée. Il apparaît en tant que sous-classe des Urediniomycetes dans la version de 2001 du traité Mycota, mais n'apparaît plus dans l'édition de 2015 de ce traité qui fait autorité sur les champignons. La base MycoBank retient cependant le rang de sous espèce, alors que plusieurs autres bases retiennent le rang de famille.

### Liste des ordres de la sous-classe[5]
- Microbotryales